# Calum Angus
Calum Angus (* 15. April 1986 in London) ist ein englischer ehemaliger Fußballspieler.

## Sportlicher Werdegang
Angus spielte in der Jugend beim FC Portsmouth, ehe er 2005 nach dem Erhalt eines Stipendiums in die USA zu den Saint Louis Billikens wechselte. Ab 2007 lief er in der USL Premier Development League für die St. Louis Lions auf. 2009 gehörte er zu den Nachwuchsspielern im Draft für die Major League Soccer, wurde aber nicht gewählt. Daraufhin schloss er sich den Wilmington Hammerheads in der USL Second Division an.
Im Sommer 2009 wechselte Angus nach Schweden. Beim Göteborger Klub GAIS unterschrieb er einen Vertrag bis zum Saisonende. Er blieb jedoch über das Jahresende hinaus in Schweden und wurde zum Leistungsträger in der Abwehr.
Im Sommer 2013 wechselte Angus nach Indien, wo er bis zum Karriereende 2016 spielte.